# 国际癌症研究机构
国际癌症研究机构（英語：International Agency for Research on Cancer，简称IARC）是世界卫生组织下属的一个跨政府机构，办公地点设在法国的里昂。该机构的主要任务是进行和促进对癌症病因的研究，也进行世界范围内的癌症的流行病学调查和研究工作。这一机构还负责编纂关于各种因素提高患癌几率的专题论文集，这些因素包括化学品，混合物，辐射，物理和生物制剂和生活状态因素等。各国的卫生部分用这一论文集作为控制致癌因素的科学基础。

## 国际癌症研究机构分类
国际癌症研究机构根据动物和人类证据的定性评估确定致癌危害，IARC工作组并将制剂、混合物、暴露三者分为五类。
- 1类：对人类有确认的致癌性
- 2A类：對人類很可能有致癌性
- 2B类：有可能对人类致癌
- 3类：尚不能确定其是否对人体致癌
- 4类(己内酰胺)：对人体基本无致癌作用